# أيوب قادر إينان
أيوب قادر إينان بالتركية Eyyüp Kadi̇r İnan (ولد في عام 1993 في مدينة «إزمير» في تركيا) سياسي تركي.
في 24 مايو 2023 أصبح نائب في البرلمان التركي ممثلا عن حزب العدالة والتنمية التركي لمدينة أزمير وهو رئيس فرع الشباب في الحزب نفسه 

## الحياة الشخصية
ولد في عام 1993 في منطقة كوناك في إزمير. تخرج من قسم العلوم السياسية والإدارة العامة في جامعة جيديز. يواصل دراساته في الماجستير في مجال السياسة العالمية والعلاقات الدولية في جامعة بهجي شهير.
بدأ العمل السياسي في عام 2010 عندما انضم إلى الإدارة المحلية لفروع الشباب في حزب العدالة والتنمية في إزمير. شغل منصب نائب رئيس الإدارة المحلية بين عامي 2011 و2015. بين عامي 2015 و2018، كان عضوا في اللجنة التنفيذية المركزية لفروع الشباب في المكتب الرئيسي.
في عام 2018، تم انتخابه رئيسا لفروع الشباب في إزمير. في عام 2021، أصبح رئيس فروع الشباب في المكتب الرئيسي. في الانتخابات العامة في تركيا في عام 2023، تم انتخابه نائبا عن إزمير من حزبه. يتحدث الإنجليزية بطلاقة، متزوج ولديه طفل.